# Nathan Schöyer
Nathan Herman Daniël Schöyer (Amsterdam, 2 april 1895  – Gorinchem, 3 maart 1970) was een Nederlandse arts van Joodse afkomst. Hij groeide uit tot een lokale bekendheid in zijn woonplaats Gorinchem, waar de Dokter Schoyerstraat naar hem is vernoemd.

## Levensloop
Schoyer, die het van huis uit niet breed had, studeerde geneeskunde in Amsterdam. Tijdens zijn studie ontdekte hij tijdens het oefenen in bloedonderzoek dat zijn vader leukemie had. Kort daarna overleed zijn vader. Schöyer kwam als militair arts in Gorinchem terecht, waar hij een eigen praktijk begon. Vanuit de praktijk bediende hij niet alleen patiënten in zijn woonplaats, maar ook in de omliggende dorpen.
Schöyers eerste vrouw overleed in 1936. Hij hertrouwde met de weduwe Lien de Vries, die twee kinderen had uit haar eerste huwelijk. Samen kregen zij nog een zoon. De Vries werd in 1939 namens de SDAP gekozen in de Gorkumse gemeenteraad. In 1940 legde zij haar functie neer.
Op het moment van de Duitse inval in mei 1940 deed Schöyer een vergeefse poging om via IJmuiden te ontsnappen naar Engeland. Hij was in het bezit van een Chrysler en om die te redden van vordering door de Nederlandse krijgsmacht vervoerde hij verschillende militairen van A naar B.
Aan het begin van de oorlog waren drie van de vijf huisartsen in Gorinchem van Joodse afkomst. Zij mochten vanaf mei 1941 geen patiënten, met uitzondering van Joodse ingezetenen, behandelen. Burgemeester Rolly van Rappard bepleitte nog een uitzondering bij de Duitse bezetter vanwege de grote gevolgen voor het lokale gezondheidsstelsel, maar dat werd hem geweigerd. Toen de deportaties op gang kwamen besloot Schöyer onder te duiken. Hij vond een schuilplek bij verschillende voormalige patiënten, onder andere in Dalem. Ook vond hij onderdak bij familie in Ellecom, voordat hij onderdook bij zijn eigen vrouw aan de Pompstraat 48 in Gorinchem. Ook Schöyers moeder dook onder bij patiënten van haar zoon. Zowel Schöyer, zijn moeder en zijn zoon, die van half-Joodse afkomst was, overleefden de oorlog.
Na de oorlog pakte Schöyer zijn praktijk weer op en specialiseerde zich verder in kankeronderzoek. Zijn vrouw overleed in 1963 na een langdurige ziekte. Aan het einde van de jaren zestig ging zijn eigen gezondheid snel achteruit. Schöyer droeg zijn praktijk over aan een opvolger enkele maanden voordat hij overleed.